# Grote brug van Tianjin
De Tianjin-brug (Chinees: 天津特大橋 / 天津特大桥, Hanyu pinyin: Tiānjīn Tèdàqiáo) is een 113,7 km lang spoorwegviaduct, onderdeel van de hogesnelheidslijn Peking-Shanghai, gelegen in de Chinese provincies Hebei en Tianjin. Het is daarmee de op een na langste brug ter wereld.
Het viaduct bevindt zich tussen Langfang en Qingxian, door open gebied en door voorsteden van de havenstad Tianjin, waarbij het station Tianjin Zuid zich ook op de brug bevindt. De spoorlijn werd over lange afstand verhoogd aangelegd om vele individuele constructies te vermijden en anderzijds om de bouwperiode te verkorten. Daarnaast neemt dit ontwerp minder ruimte in dan een spoordijk, respectievelijk 10,9 tegen 28,4 hectare per kilometer. De brug bestaat uit 32 meter lange kokerbalken, elk met een gewicht van 860 ton. De kokers zijn gefabriceerd op twee plekken langs de brug, vervolgens verplaatst naar het eerder geïnstalleerde bruggedeelte en daarna door een kraan op zijn plaats op de pilaren aangebracht.